# Шьоджі (архітектура)
У традиційній японській архітектурі шьоджі — це розсувні двері, віконні або кімнатні перегородки, що складаються з напівпрозорих (або прозорих) аркушів рисового паперу (або подібного матеріалу), закріплених на ґратчастій рамі. У випадках, коли пропускання світла не потрібне, використовується аналогічна, але непрозора ширма фусума (наприклад, у дверях шафи).
Шьоджі дуже легкі, тому легко розсуваються в сторони або за потреби знімаються з доріжок, по яким вони ковзають, відкриваючи простір в інші приміщення або назовні. Повністю традиційні будинки можуть складатися з лише одного великого приміщення, вкритим дахом, що підтримується стійко-балковим каркасом без несучих внутрішніх або зовнішніх стін; при цьому за потреби житловий простір гнучко перерозподіляється пересувними панелями.
Стійки, як правило, розміщуються на відстані одного татамі (приблизно 2 м) один від одного, а шьоджі ковзають на двох паралельних дерев'яних канавках між ними. У сучасному будівництві шьоджі зазвичай не застосовуються у формуванні зовнішнього фасаду будівлі, а переважно містяться всередині розсувних скляних дверей або вікон. У будівлях західного типу шьоджі також можуть встановлюватися як міжкімнатні двері.
Шьоджі цінують за те, що вони не створюють суттєвих бар'єрів між інтер'єром дому та зовнішнім середовищем: в житло вільно проникає світло та природні звуки, але з меншою силою, більш приглушено. Хоча сьодзі не пропускають вітер, вони дозволяють повітрю проникати в будинок крізь пори рисового паперу. Також вважається, що шьоджі заохочує мешканців будинку говорити і рухатися тихо, спокійно і витончено, що вилилося в естетику цілого напряму житлової архітектури під назвою сукія-дзукурі. Розсувні двері зазвичай не мають замків.
Шьоджі набув популярності як невід'ємний елемент стилю сьоїн-дзукурі, який розвинувся в період Камакура (1123—1333), так як втрата доходу змусила аристократів до більш скромної та стриманої архітектури. Цей стиль було спрощено в архітектурі сукія-дзукурі під впливом чайних будинків і поширився на будинки простого люду у епоху періоду Едо (1603—1968 рр.), з якого шьоджі значною мірою не змінилися. Шьоджі сьогодні застосовують як у будинках в японському традиційному стилі, так і в житлі західного типу, які часто мають вашіцу — окрему кімнату для естетичного відпочинку, оздоблену в традиційному японському стилі (з татамі та сидіннями на підлозі).

## Рама

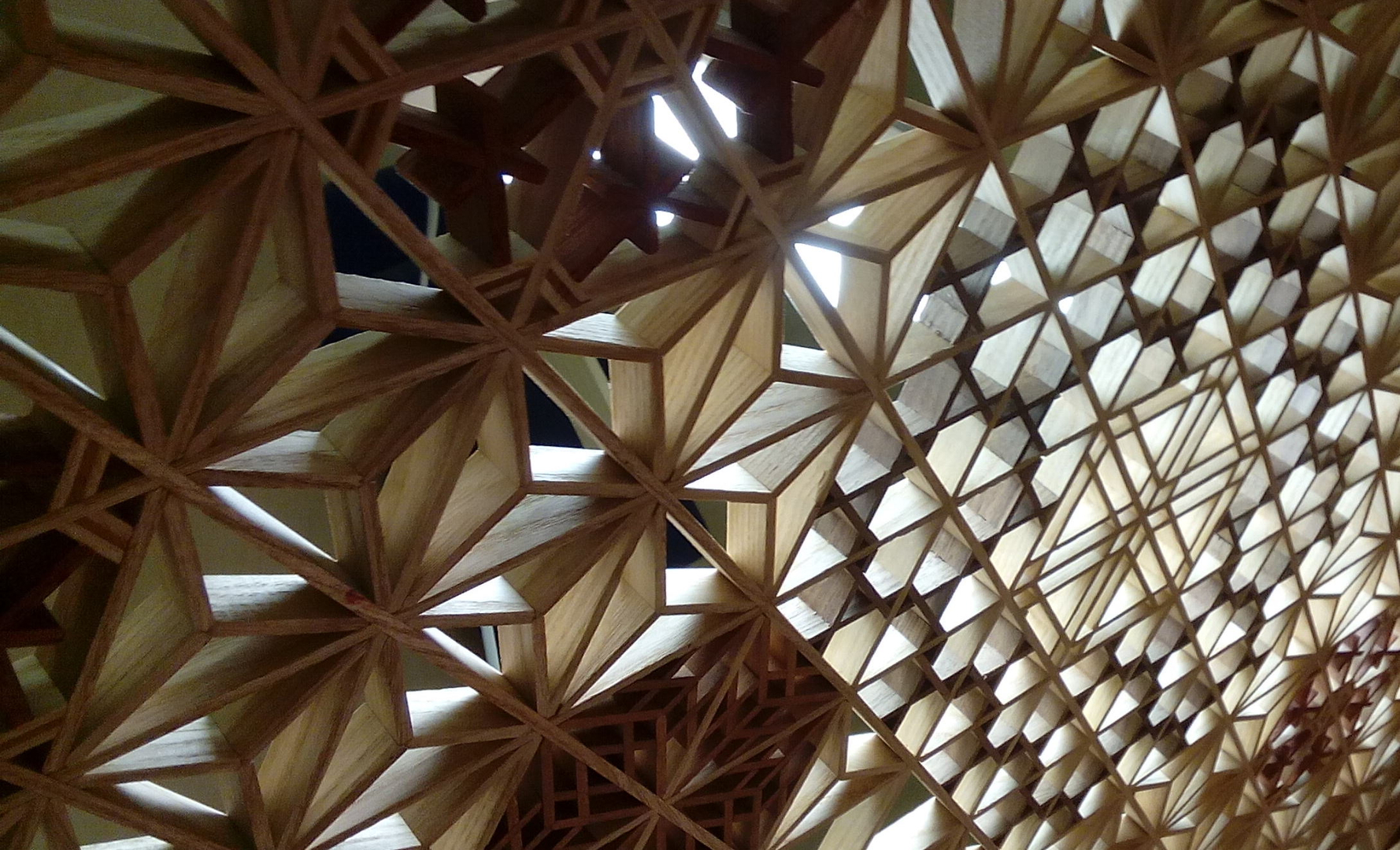
Куміко-рама з незакритими отворами

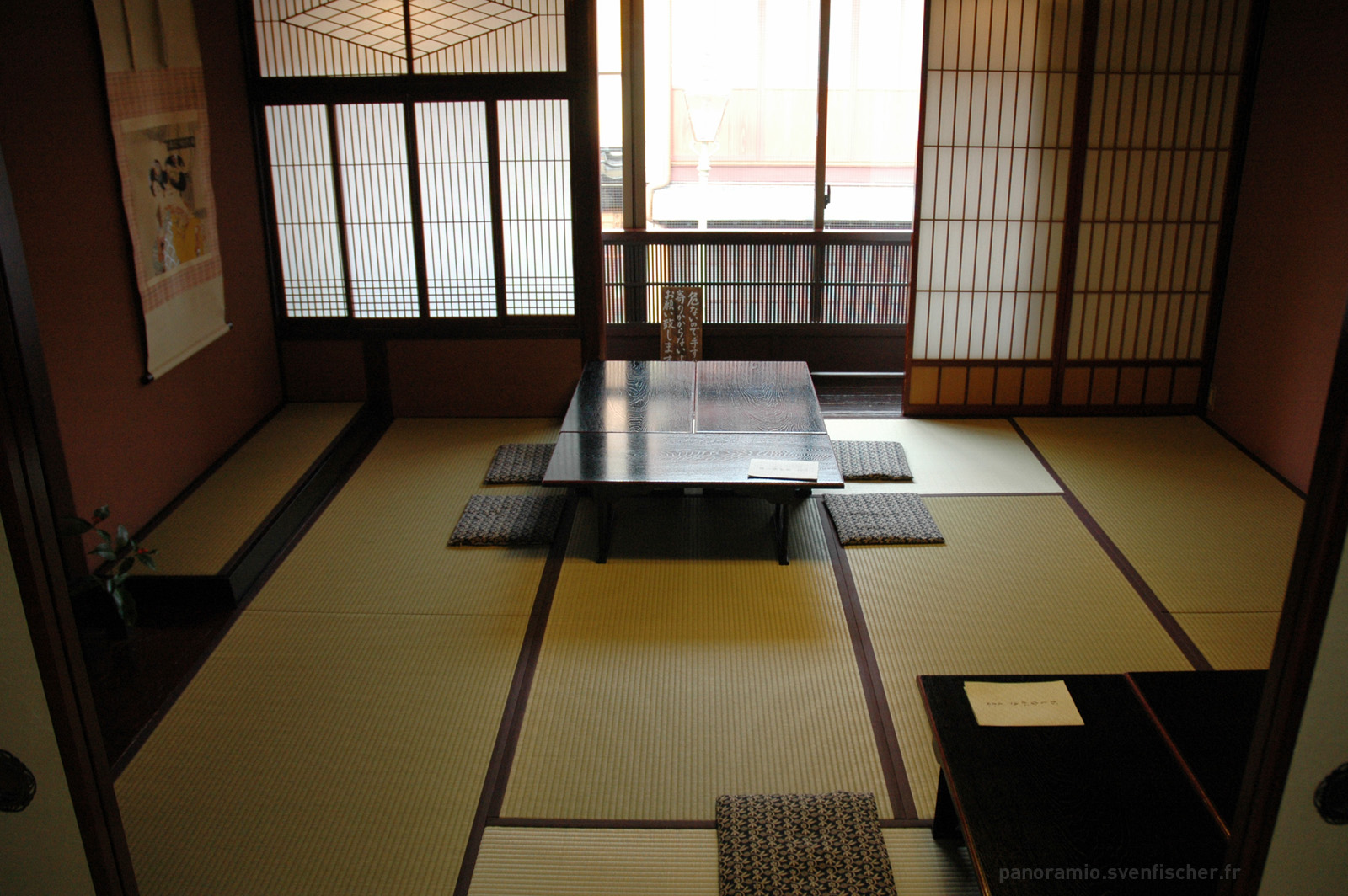
Шьоджі з простими прямокутними ґратами

Рама шьоджі збирається зі з'єднаних між собою перемичками частин дерева або бамбука, зазвичай, за допомогою пазових з'єднань та клею, але, традиційно, без металевих кріплень. Хвойній деревині віддають перевагу через її якість та пряме волокно.
Використовується близько 200 традиційних візерунків — кожен має символіку, пов'язану з природним малюнком, який вона стилістично передає. Такі візерунки також часто комбінуються. Візерунки можна класифікувати за основою решітки: вони можуть бути квадратні, ромбоподібними або шестикутними. Деякі решітки мають геральдичні значення, наприклад, показують, що власник будинку займається торгівлею. В оздобленні використовуються складні елементи, такі, наприклад, як куміко — складні орнаменти з тонких дерев'яних планочок.
«Куміко» дослівно означає «тканий»; дерев'яні фігури з'єднуються таким чином, що планки наче переплітаються між собою. Переплетення тримає орнаменти докупи, а папір (який натягується за рахунок змочування його водою) ще більше зміцнює готову панель. Жодні інші кріплення зазвичай не використовуються для утримання рами. В стиках каркаса використовується рисовий клей.
У той час як рамки можуть бути виготовлені за допомогою ручних столярних інструментів, широко використовуються і спеціалізовані ручні інструменти, електроінструменти та верстати для різання, що суттєво прискорюють процес виробництва. Хоча рамки шьоджі традиційно виготовляються вручну, є також і промислове серійне їх виробництво.

## Конструкція
Отвори куміко іноді залишають відкритими для більшої циркуляції повітря. Якщо вони закриті, то один аркуш зазвичай приклеюється до задньої частини рамки. шьоджі також можуть бути обклеєні з обох боків, що збільшує тепло- та звукоізоляцію.
Хоч так і прийнято вважати, але шьоджі не виготовляються з рисового паперу, замість нього використовується тканина — як правило, тонкий шовк або спеціалізований папір. Він традиційно замінюється раз на рік, а іноді навіть рідше;
Папір часто покривають вінілом для більшої міцності, але він залишається досить водонепроникним, тому його не використовують там, де він може промокнути, як то у ванній кімнаті — навіть ламінований папір не витримає вологи.
Рідше застосовують панелі виготовлені з пластику, наприклад, з акрилу або полікарбонату товщиною приблизно до 2 мм, непрозорого або покритого матовою плівкою. Жорсткі пластикові панелі доволі важко з'єднати — на одну рамку зазвичай використовується один суцільний лист. Пластикові панелі водонепроникні і деякі можуть використовуватися на відкритому повітрі. Також можуть використовуватися штучні тканини, виготовлені з поліпропілену (наприклад, як хірургічні маски та одноразовий одяг).

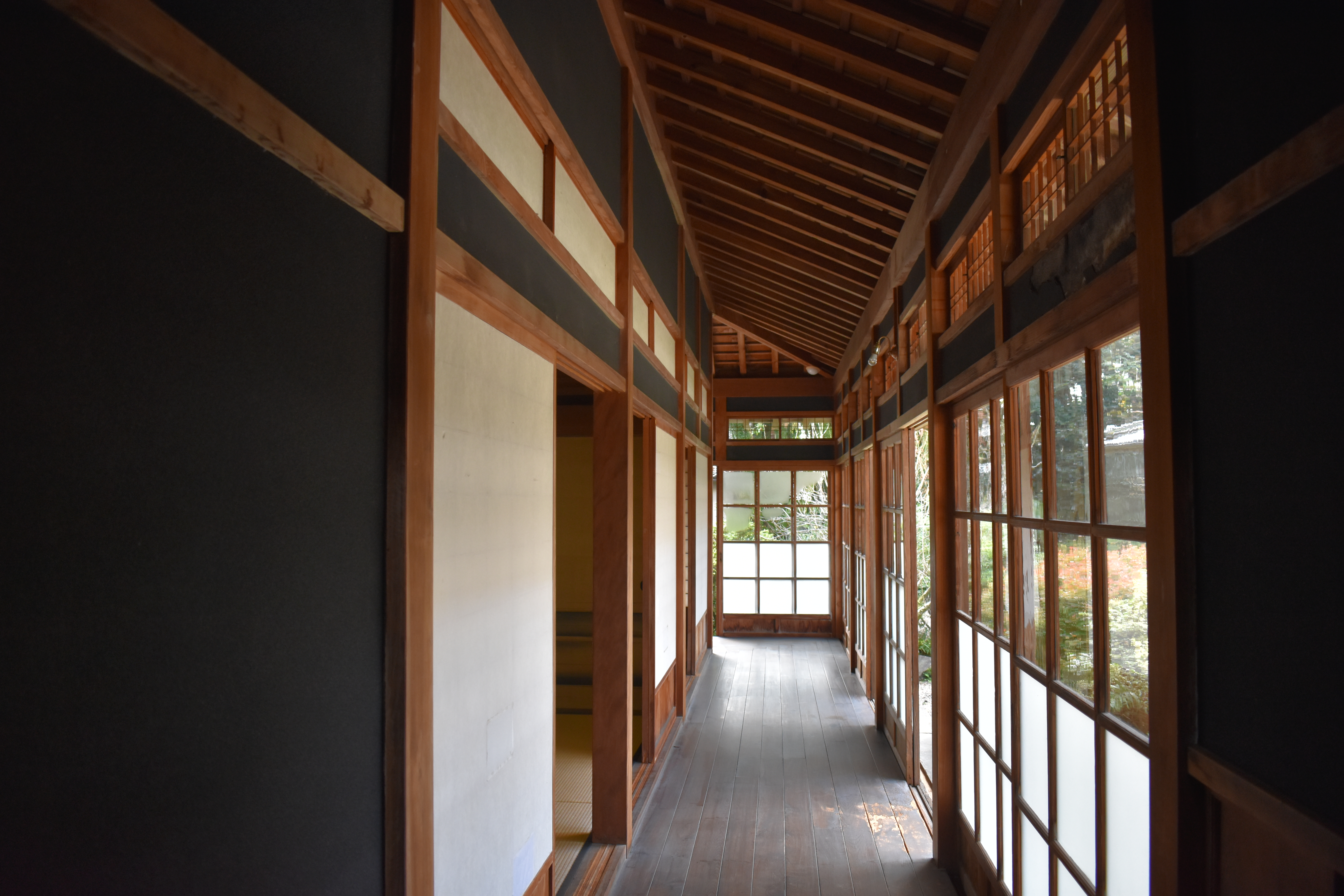
Веранда вкрита паперовими шьоджі.
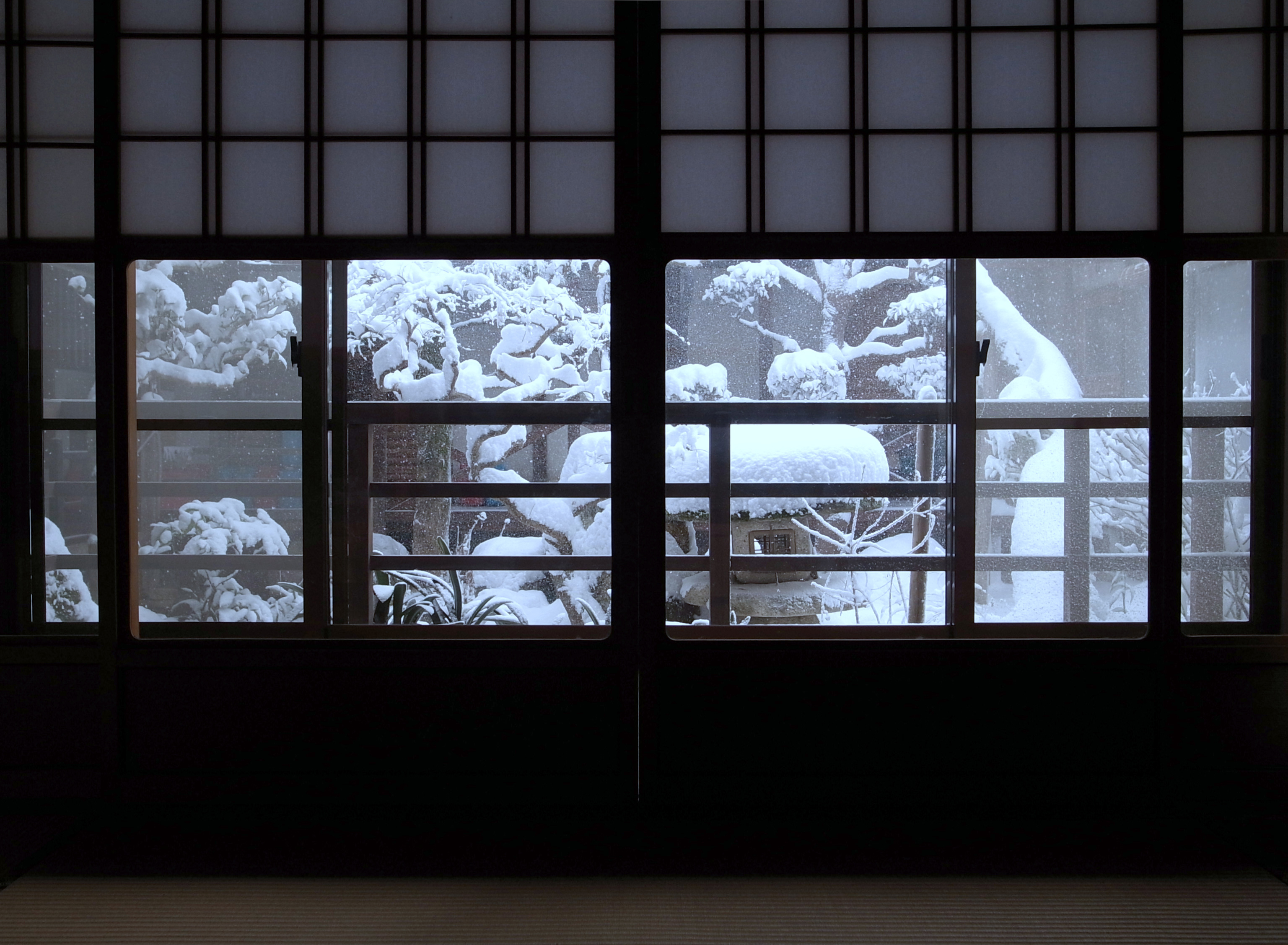
Шьоджі зі скляними панелями
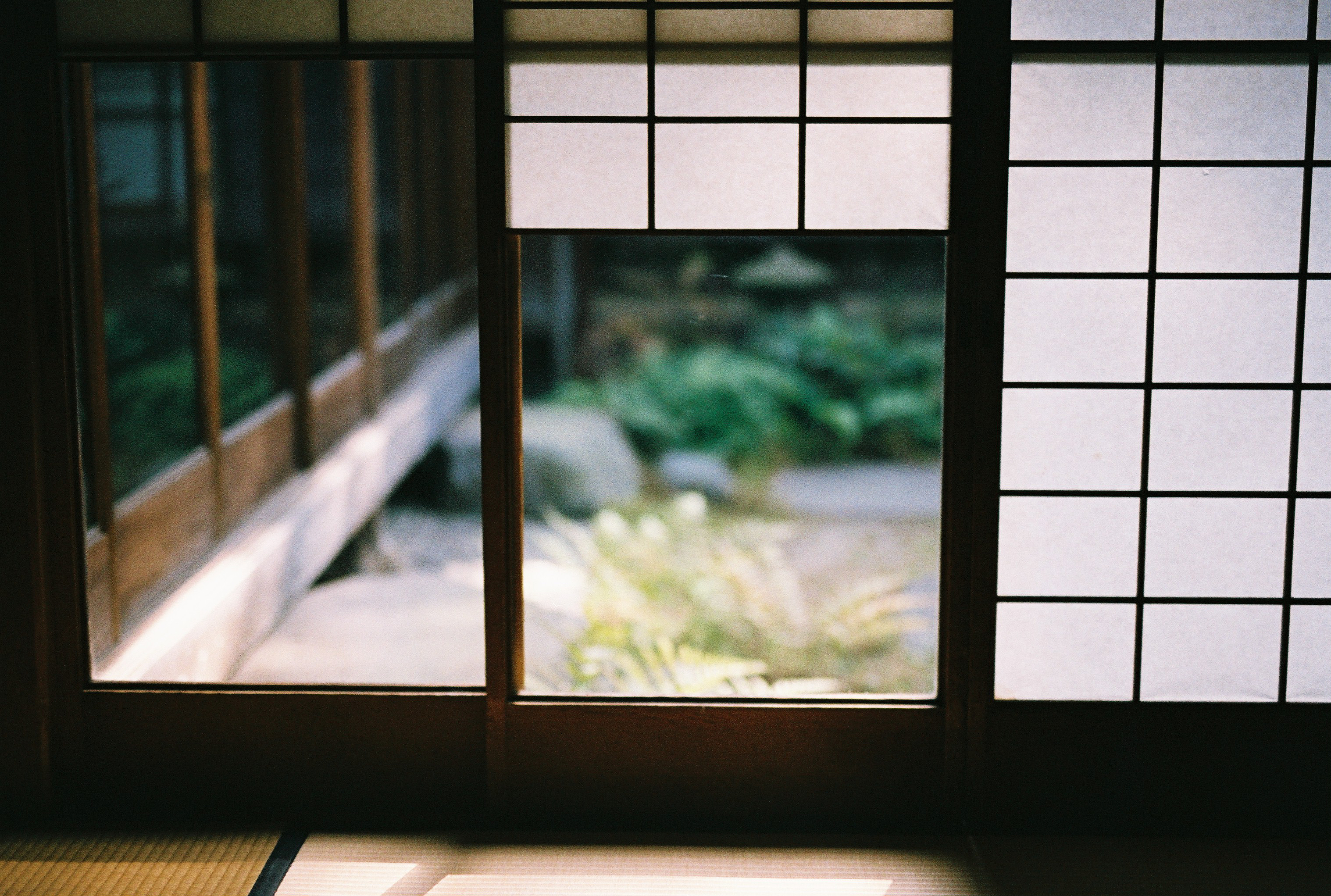
Шьоджі, що відчиняються
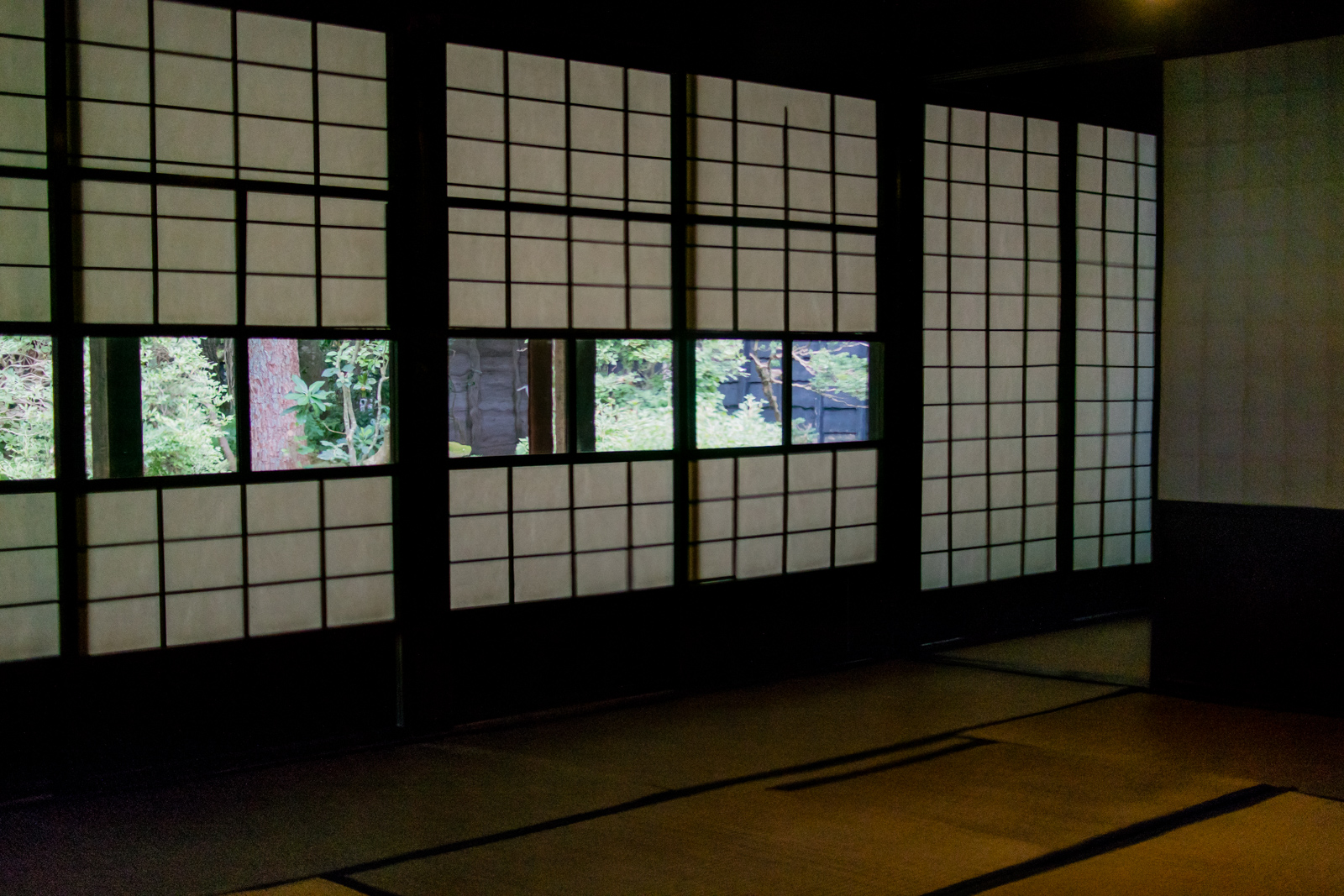
Поєднання паперових і скляних секцій
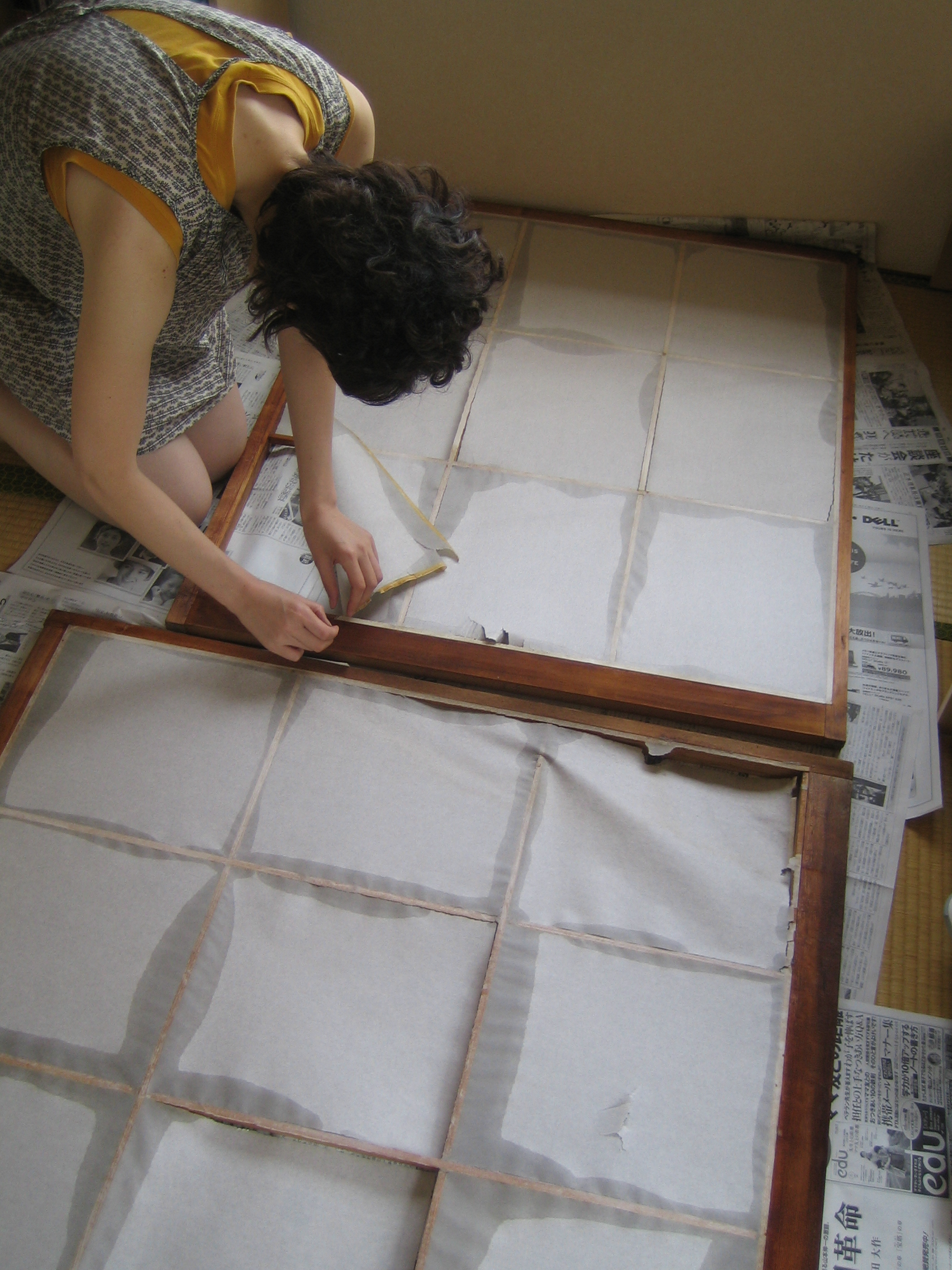
Процес переклеювання паперових листів шьоджі
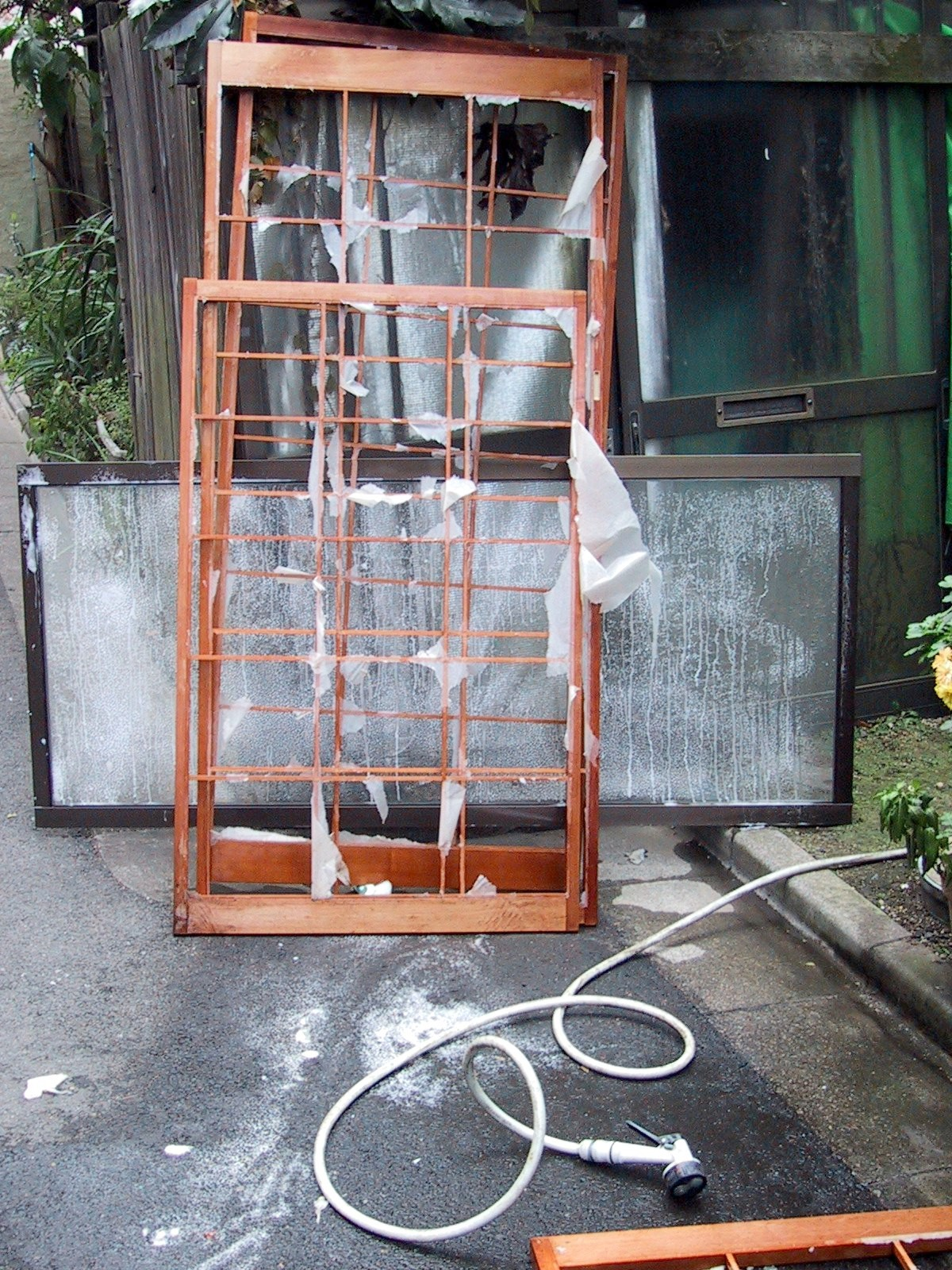
Рештки паперу після змивання старих аркушів

## Також
- Фусума (непрозора версія)
- Енгава (захисна веранда)